# Filip (ministre)
Filip (en llatí Philippus, en grec antic Φίλιππος) fou un dels ministres i amic del rei selèucida Antíoc IV Epífanes (174 aC-164 aC).
Quan el rei estava al seu llit de mort l'any 164 aC, durant una campanya, el va nomenar guardià (regent) del seu jove fill Antíoc V Eupator (164 aC-162 aC). Filip va tornar a Antioquia amb el segell del rei difunt i va assumir la regència.
Mentre, el ministre Lísies, que havia estat nomenat regent quan el rei era absent, havia proclamat rei al jove príncep i mantenia la regència i el poder que ja no li pertocava. El 163 aC era en campanya a Judea, que estava en revolta, acompanyat del jove nou rei. Quan Lísies va saber que Filip havia tornat amb el segell reial i estava reunint un exèrcit, va fer un pacte desfavorable amb Judes Macabeu, i va marxar contra el nou regent, el va derrotar i el va fer matar, segons diu Flavi Josep.